# Sidodadi (Garum)
Sidodadi is een bestuurslaag in het regentschap Blitar van de provincie Oost-Java, Indonesië. Sidodadi telt 10.810 inwoners (volkstelling 2010).